# Dendrobium pseudoequitans
Dendrobium pseudoequitans är en orkidéart som beskrevs av Hans Fessel och Emil Lückel. Dendrobium pseudoequitans ingår i släktet Dendrobium, och familjen orkidéer.
Artens utbredningsområde är Filippinerna. Inga underarter finns listade i Catalogue of Life.